# Seeadler (Gattung)
Die Seeadler (Haliaeetus) sind eine Vogelgattung aus der Familie der Habichtartigen.

## Beschreibung
Die Gattung Haliaeetus umfasst ausnahmslos große bis sehr große Arten. Die größte Art ist der Riesenseeadler mit einer Länge von 85–105 cm, einer Spannweite bis 2,90 m und einem Gewicht von 4,9 bis 9,0 kg.
Gemeinsame Merkmale der Gattung sind die sehr breiten, (mit Ausnahme des Riesenseeadlers) brettförmigen Flügel, ein relativ kurzer, oft keilförmiger Schwanz, der meist sehr große und kräftige Schnabel, sowie der weitgehend unbefiederte Tarsometatarsus. Bei fast allen Arten (Ausnahme Salomonenseeadler) ist der Schwanz zu großen Teilen oder vollständig weiß. Bei allen Arten sind die Jungvögel deutlich anders als die adulten Adler gefärbt, das vollständige adulte Federkleid wird erst nach mehreren Jahren erworben.
Der Balz- und Revier-„Gesang“ aller Arten besteht aus gereihten, mehr oder weniger melodiösen Rufen. Dabei wird der Kopf nach oben (z. B. bei See- und Weißkopfseeadler) geworfen. Soweit bekannt, singen bei allen Vertretern der Gattung die Brutpaare häufig im Duett.

## Verbreitung
Seeadler der Gattung Haliaeetus leben auf der Nordhalbkugel der Erde in Nordamerika, Europa und Asien.

## Arten
Die Gattung Haliaeetus umfasst heute nur noch vier Arten, fossil ist eine weitere Art, H. piscator, aus dem mittleren Miozän Frankreichs (Sansan) bekannt.
- Seeadler (Haliaeetus albicilla)
- Weißkopfseeadler (Haliaeetus leucocephalus)
- Bindenseeadler (Haliaeetus leucoryphus)
- Riesenseeadler (Haliaeetus pelagicus)

Die in Afrika, Südasien, auf Madagaskar, Australien, Neuguinea und den Salomonen vorkommenden kleineren Seeadler, die ursprünglich ebenfalls zur Gattung Haliaeetus gehörten, werden in der systematischen Datenbank der International Ornithologists’ Union und bei Birds of the World seit einiger Zeit wieder in der eigenständigen Gattung Icthyophaga geführt, die schon 1843 durch den französischen Naturforscher René Primevère Lesson eingeführt worden ist mit Falco ichthyaetus (Graukopf-Seeadler (Ictyophaga ichthyaetus)) als Typusart. Der Grund liegt in den deutlichen Unterschieden zwischen beiden Kladen, die sich wahrscheinlich schon im mittleren Miozän vor ca. 15 Millionen Jahren voneinander getrennt haben.
- Graukopf-Seeadler (Icthyophaga ichthyaetus)
- Weißbauch-Seeadler (Icthyophaga leucogaster)
- Salomonenseeadler (Icthyophaga sanfordi)
- Schreiseeadler (Icthyophaga vocifer)
- Madagaskarseeadler (Icthyophaga vociferoides)
- Braunschwanz-Seeadler (Icthyophaga humilis)

## Ökologie
Fast alle Arten der Gattung zeigen eine enge Bindung an größere Gewässer. Die große Flügelfläche, die die Nutzung auch geringer Aufwinde ermöglicht, wird als Anpassung an die geringe Thermik über offenem Wasser interpretiert. Die Nahrung besteht entsprechend dem Lebensraum vor allem aus Fischen und Wasservögeln, Säuger und Reptilien werden nur lokal häufiger erbeutet. Soweit bekannt, wird Aas von allen Arten regelmäßig aufgenommen. Viele Arten betätigen sich als Nesträuber, insbesondere die kleineren Arten parasitieren auch häufig bei anderen Vogelarten.

## Fortpflanzung
Alle Vertreter der Gattung bauen große voluminöse Nester (Horste) auf Bäumen oder auf Felsen, ausnahmsweise auch auf dem Boden. Soweit bekannt, findet nur eine Brut im Jahr statt. Die Gelegegröße liegt bei 1–4 Eiern. Die Nestlinge sind untereinander wenig aggressiv, Kainismus kommt nur gelegentlich vor.

## Systematik
Die Schwestergruppe und damit die nächsten Verwandten der Gattungen Haliaeetus und Icthyophaga sind die Milane (Gattungen Haliastur und Milvus). Seeadler und Milane werden im Tribus Milvini zusammengefasst, der zur Unterfamilie der Bussardartigen (Buteoninae) in der Familie der Habichtartigen (Accipitridae) gehört.